# Legión Checoslovaca en Rusia

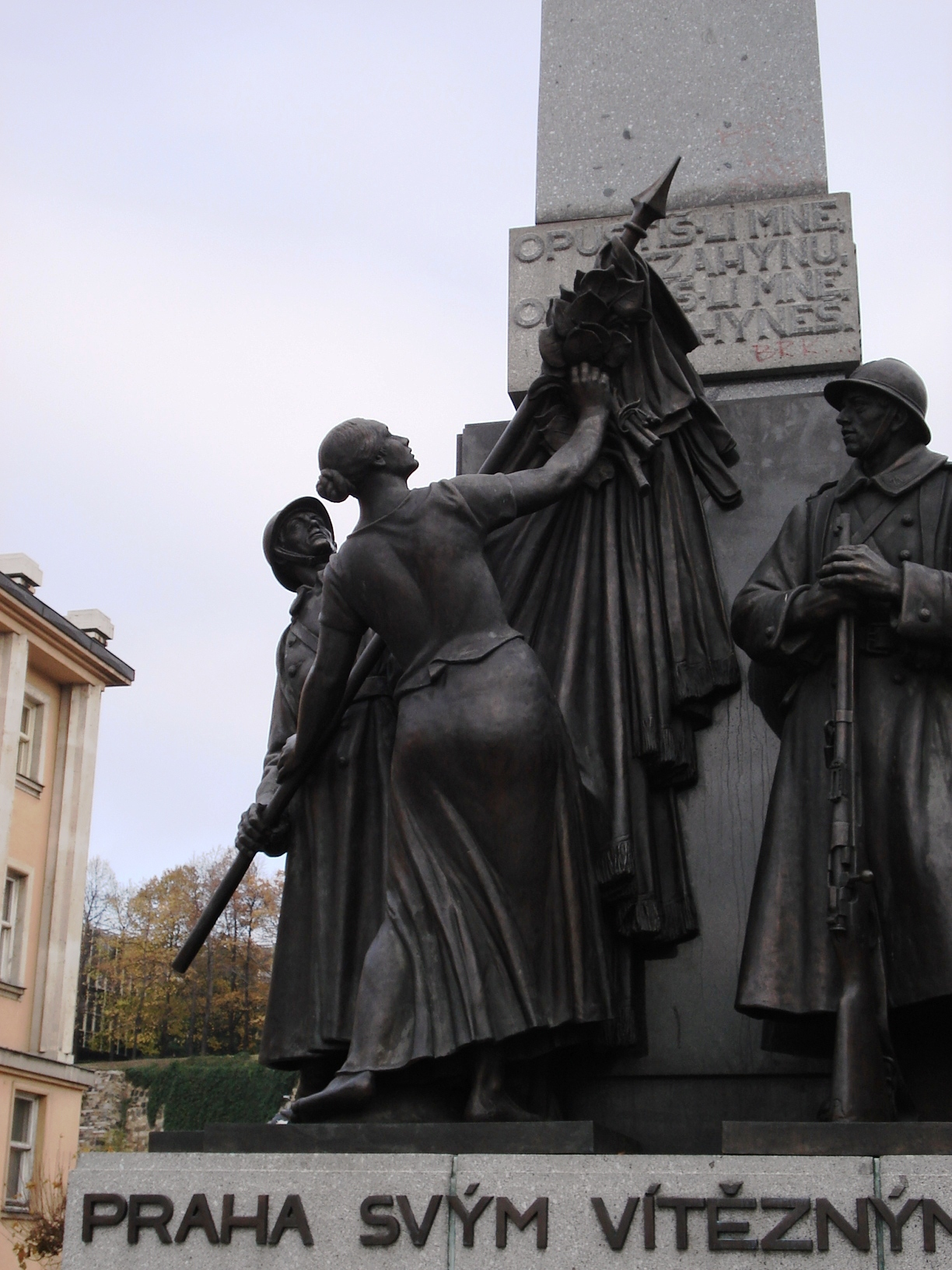
Monumento a las Legiones Checas, en la plaza Palacky, Praga.

Las legiones checoslovacas (Česko(-)slovenské legie) fueron un conjunto de voluntarios checos y eslovacos que sirvieron en distintos ejércitos de la Entente Cordiale durante la Primera Guerra Mundial (1914-1918) y la Guerra Civil Rusa (1918-1922). Se la suele llamar impropiamente la «Legión Checa» (České legie).

## Antecedentes
Checoslovaquia formaba parte desde el siglo XVII del Imperio austríaco bajo el nombre de Bohemia, Moravia y Eslovaquia. A lo largo del siglo XIX y principios del XX el nacionalismo checo y eslovaco fue desarrollándose y adquiriendo mayor amplitud, sobre todo entre los inmigrantes checos y eslovacos en el resto de países europeos. Cuando estalló la Primera Guerra Mundial muchos de estos inmigrantes vieron en la derrota de Austria la posibilidad de alcanzar su sueño formando un estado Checoslovaco independiente.
Pequeñas unidades armadas se organizaron desde 1914 con voluntarios checos y eslovacos, con la intención de establecer a Checoslovaquia como país independiente después de la guerra. Luego, muchos de los checos y eslovacos que luchaban con el Imperio austrohúngaro cayeron prisioneros, engrosando posteriormente a las unidades checas del Ejército Ruso. La legión incrementó su número hasta varias decenas de miles, acudiendo intelectuales y políticos como Tomás Masaryk y Milan Rastislav Štefánik a la llamada. Finalmente obtienen la independencia en 1918 como República Checoslovaca.
La Legión Checoslovaca se creó en el ejército ruso en 1917, nutriéndose principalmente de prisioneros checos y eslovacos, junto a inmigrantes checos y rusos en Rusia, que habían creado previamente la “Compañía Checa” en Rusia.
La Legión Checa estuvo activamente implicada en varias batallas de la Primera Guerra Mundial, como la Batalla de Zbórov en 1917, la Batalla del Doss, la Batalla de Bájmach entre otras.
El término «legión» no fue ampliamente usado durante la guerra, pero se adoptó poco después de esta.

## La Legión Checoslovaca en Rusia durante la Primera Guerra Mundial

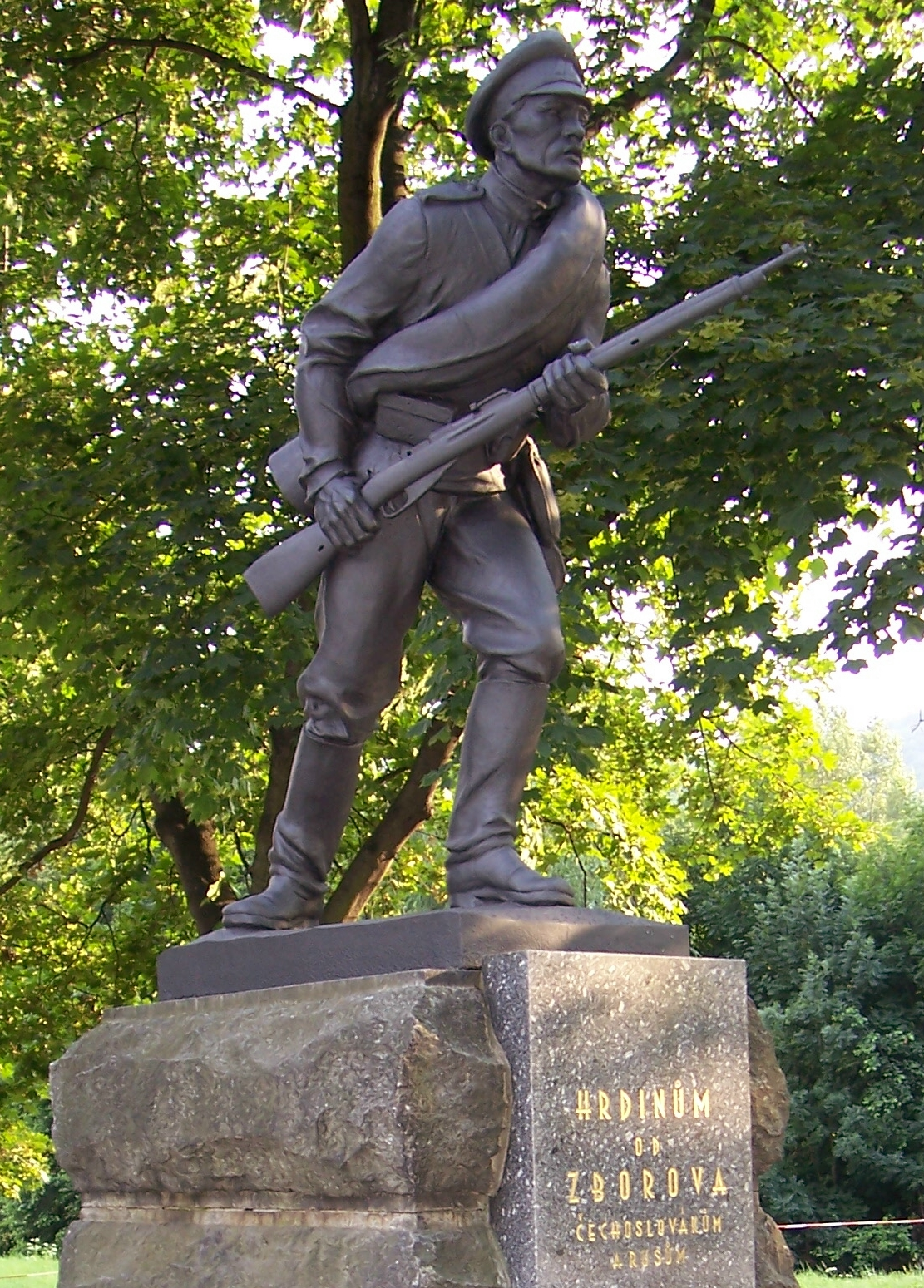
Monumento conmemorativo de la batalla de Zbórov.

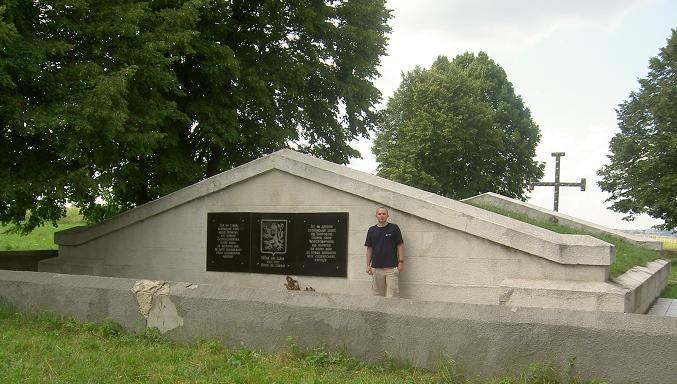
Monumento conmemorativo de los muertos de la Legión Checoslovaca en la batalla de Zbórov en 1917, en el cementerio de Kalínivka, hoy Ucrania.

Cuando estalló la Primera Guerra Mundial los residentes étnicamente checos y eslovacos en Rusia, así como inmigrantes de la misma procedencia, solicitaron al emperador Nicolás II la creación de una fuerza nacional para luchar contra el Imperio Austrohúngaro, dando éste su consentimiento.
En 1914 se organizó una «Compañía Checa» (Česká družina) y se adscribió al Ejército Imperial Ruso.
En mayo de 1915, la fuerza ya integraba a muchos prisioneros y desertores del ejército austrohúngaro procedentes de Bohemia, Moravia y Eslovaquia. 
En febrero de 1916, se convierte en el Regimiento de Fusileros Checoslovacos (Československý střelecký sbor), y en mayo de 1916, en la Brigada de Fusileros Checoslovacos (Československá střelecká brigáda, con 7300 hombres). Masaryk y Štefánik llegaron a Rusia entre la primavera y el verano de 1917, negociando la ampliación de las unidades, y para tomarlas bajo su control, con objeto de constituirse como un ejército checoslovaco independiente, lo cual se llevó a efecto.
La brigada estaba constituida de tres regimientos:
- 1º Regimiento de Fusileros (de Jan Hus), creado en febrero de 1916 a partir de la “Compañía Checa”
- 2º Regimiento de Fusileros (de Jiří z Poděbrad), creado en mayo de 1916
- 3º Regimiento de Fusileros (de Jan Žižka z Trocnova), creado en marzo de 1917

En septiembre de 1917, la brigada se convirtió en la Primera División de Fusileros Husitas, fundiéndose en octubre de 1917 con la Segunda División de Fusileros Husitas (previamente creada en julio de 1917), formándose así el Cuerpo Checoslovaco en Rusia, llegando a 38 500 hombres. De esta forma se constituyó realmente un ejército checoslovaco. Este cuerpo llegó a tener unos 61 000 hombres.
Se estima que 4112 checos y eslovacos miembros de la Legión perdieron la vida en Rusia durante la Primera Guerra Mundial.

## La Legión Checoslovaca durante la Guerra civil rusa
Tras la toma del poder por parte de los bolcheviques durante la Revolución de Octubre (1917), Rusia firmó con las Potencias Centrales el Tratado de Brest-Litovsk en marzo de 1918. Mediante dicho tratado Rusia abandonaba la contienda, pero prometiendo a los miembros de la Entente la evacuación de la Legión Checoslovaca hacia Francia. A causa del bloqueo naval alemán, se decidió que la Legión Checoslovaca fuese evacuada de Rusia vía Vladivostok hacia Estados Unidos.
La Legión Checoslovaca inició un largo viaje a través de Siberia en el Transiberiano. Al poco de iniciado, el gobierno bolchevique, incumpliendo su compromiso, ordenó detener a los desertores checoslovacos del ejército Austríaco para ser repatriados a Austria, donde les esperaba el fusilamiento. Tras incidentes menores el comisario del pueblo para la guerra León Trotski ordenó el inmediato desarme de la Legión Checoslovaca. La respuesta no se hizo esperar, y entre el 14 y el 17 de mayo de 1918 la Legión Checoslovaca tomó por las armas la estación y la ciudad de Cheliábinsk, con la intención de presionar a las autoridades bolcheviques para que cumplieran el compromiso de repatriación. La situación de guerra civil con múltiples contendientes no hacía tarea fácil su salida. Aunque algunos miembros de la Legión Checoslovaca sirvieron en las filas del ejército Blanco del Almirante Aleksandr Kolchak, la mayoría se mantuvo como una unidad en busca de su objetivo. Después de arrebatar ocho vagones repletos de oro de la reserva imperial Rusa, la Legión Checoslovaca contó con la suficiente capacidad de presión para negociar su retirada con los bolcheviques y por fin abandonó Rusia en 1920.
En total las bajas de la Legión Checoslovaca ascendieron a 4112 muertos, si bien diversas fuentes proporcionan cifras que varían entre 4000 y 5000.

## El Tránsito por Siberia

Guerra Civil Rusa. Las líneas azules a la derecha, muestran el máximo avance de las fuerzas blancas, incluidas las checoslovacas.

Debido a que los puertos europeos de Rusia no eran seguros, las tropas debían ser evacuadas por el camino más largo que atraviesa Siberia, en dirección a Vladivostok, y de ahí a los Estados Unidos. Sin embargo, había la necesidad de incrementar su potencia de fuego y la movilización fue oficialmente anunciada, ningún prisionero checo o eslovaco fue forzado a servir en la Legión, por lo que la adscripción a la Legión fue voluntaria. Numerosos checos y eslovacos declinaron esta arriesgada decisión y volvieron a casa. Cincuenta mil rifles Mosin-Nagant (hechos en Estados Unidos a partir de un modelo ruso) fueron enviados vía Vladivostok para equipar la Legión en Siberia y ayudar a su intento de viajar a Francia. La lenta evacuación a través del ferrocarril Transiberiano fue ralentizada por la escasez de transporte.
Masaryk recomendó a la Legión mantenerse al margen de los asuntos rusos, pero llegado el momento esto no fue posible.

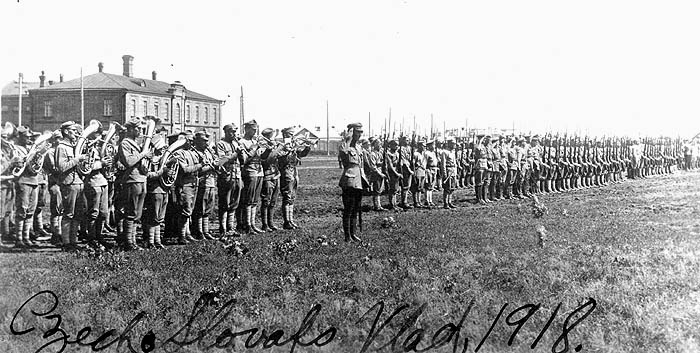
Tropas checoslovacas en Vladivostok (1918).

Eran tiempos confusos. Varios gobiernos pidieron que los checos abandonasen su cada vez mayor número de fusiles. El momento álgido se dio en mayo de 1918, en lo que comúnmente se conoce como «La Revuelta de las Legiones». Hay muchas versiones de cómo tuvieron lugar los hechos. Se produjo algún incidente entre los trenes de los legionarios que iban a luchar junto a los aliados y los prisioneros de guerra alemanes y austrohúngaros (que incluían algunos checoslovacos), que hacían el camino contrario. Algunas versiones sostienen que los legionarios detuvieron un tren húngaro en Cheliábinsk y mataron a tiros a un soldado que aparentemente arrojó algo contra su tren. Entonces, el gobierno bolchevique local arrestó a algunos checos. Los legionarios arrasaron la estación de tren y ocuparon seguidamente toda la ciudad con el objeto de liberar a sus compañeros. Los incidentes dispararon las hostilidades entre la Legión y los bolcheviques. Con ciertas diferencias según versiones, la Legión, a la que claramente se le había denegado el libre tránsito, volvió a la lucha.
Al principio, las diversas partes de la legión estuvieron desconectadas y separadas a lo largo de la línea ferroviaria. Una complicada serie de batallas tuvo lugar con el objetivo principal de reconectar los diversos grupos y tomar Vladivostok, para asegurar su salida al frente Occidental. En ese momento la Legión Checoslovaca constituía la única fuerza organizada capaz de luchar en Rusia (el Ejército Rojo de Trotski aún era pequeño y desorganizado), así que los gobiernos aliados acordaron que los checos podrían reabrir el frente oriental. Ciertas personalidades de los gobiernos aliados (en particular Winston Churchill), estaban preocupadas por el avance de los bolcheviques, y tenían otros planes. Y los checos, por su parte, tenían la intención de hacer lo que los aliados les dijeran que hiciesen (estaban técnicamente subordinados a los franceses y al general Maurice Janin), ya que esto los colocaba en el lado de los ganadores.

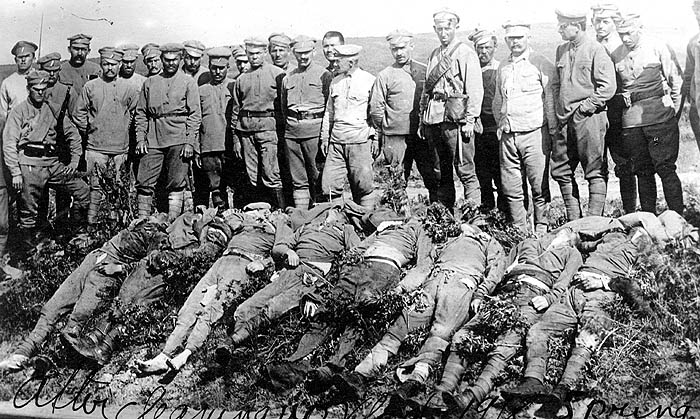
Miembros de la Legión Checoslovaca fallecidos después de un combate en las proximidades de Vladivostok. Nikolsk (1918).

En su momento álgido, la Legión controlaba considerables áreas alrededor del ferrocarril Transiberiano, desde el Este del Volga hasta Vladivostok. En el proceso de ocupación, capturaron gran cantidad de equipamiento y material, tanto militar como civil, e intentaron proporcionar una presencia estabilizadora dentro del caos que se vivía en aquel momento en Rusia. Su existencia jugó un papel importante en el levantamiento de otros grupos antibolcheviques en Siberia con base en los movimientos de independencia. Los aliados ordenaron a los checos presionar en el frente, lo que hicieron tomando Ekaterimburgo. La víspera de la toma de la ciudad por parte de la Legión Checoslovaca el emperador Nicolás II y su familia (que se hallaban allí retenidos) fueron asesinados para evitar que quedasen libres del control de los bolcheviques. 
Mientras tanto, Masaryk y otros estaban trabajando con el objetivo del reconocimiento aliado, cosa que lograron con el «Acuerdo de Pittsburgh» y el «Tratado de Naciones Oprimidas».
Con la necesidad de luchar contra la Legión Checoslovaca como claro objetivo, Trotski consiguió incrementar sustancialmente los efectivos del Ejército Rojo mediante la multiplicación del salario de los soldados por hasta siete veces el importe previo y la incorporación de prisioneros de guerra alemanes y austrohúngaros como tropas. Finalmente llegaron a ser unos tres millones de hombres en armas y consiguieron hacer retroceder a la Legión Checoslovaca.
Mientras tanto, la Primera Guerra Mundial había terminado, y los aliados iniciaron la intervención siberiana con tropas de Estados Unidos, Francia, Reino Unido y Japón, desembarcando en Vladivostok, ciudad que había sido temporalmente ocupada por los checos. El caos en Siberia incluye la apropiación por parte de los checos de ocho vagones de tren con el oro procedente de la reserva Imperial de Kazán, y las atrocidades del Ejército Rojo y las fuerzas rusas blancas, particularmente de los cosacos del atamán Grigori Semiónov, en ese momento pagado por Japón.
Agotados por el viaje a través de Siberia, en desacuerdo con la brutalidad que había a su alrededor, y añorando el retorno a su recién constituido país, los checos alcanzaron un acuerdo con los bolcheviques en febrero de 1920: el oro y el almirante Aleksandr Kolchak a cambio de la vía libre para salir de Siberia. Finalmente, con la ayuda de sus propios fondos y de la Cruz Roja estadounidense, la mayoría de la Legión (se han contabilizado 37 739 soldados), fue evacuada a través del puerto de Vladivostok, volviendo a Europa para convertirse en el núcleo del ejército de la Primera República Checoslovaca.
Una pequeña cantidad de checos y eslovacos comunistas permaneció en Siberia. Uno de los primeros legionarios en unirse a los bolcheviques fue Jaroslav Hašek, que después escribiría El buen soldado Švejk. Otros permanecieron con las fuerzas del movimiento blanco, como el General Radola Gajda, que posteriormente encabezaría el movimiento fascista checo, y que en ese momento proporcionó un significativo apoyo el Gobierno Provisional de la República de Corea. Con esta ayuda, los coreanos vencieron en la Batalla de Chingshanli en 1920.
La retirada de la Legión Checoslovaca a través de Siberia también fue conocida como la Anábasis, hecho de la antigüedad que relata la retirada de los mercenarios griegos de la antigua Persia.